# セーシェルの都市の一覧

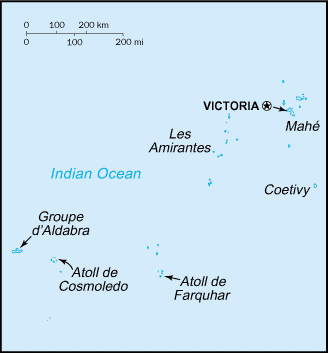
セーシェルの地図

セーシェルの都市の一覧。
首都はヴィクトリア。

## 人口が1万人以上の都市(2010年)
| 順位 | 都市         | セーシェル・クレオール語 | 人口   | 島     |
| ---- | ------------ | ------------------------ | ------ | ------ |
| 1.   | ヴィクトリア | Victoria                 | 26,450 | マヘ島 |

## その他の都市
- ド・クインシー (セーシェル)（ドイツ語版）
- アンス・ボワロー
- ボー・ヴァロン